# Jacques Bardenet
Jacques, chevalier Bardenet, né le 17 février 1754 à Vesoul, mort le 3 septembre 1833 à Vesoul, est un général et homme politique français de la Révolution et de l’Empire.

## Biographie
Très jeune encore, Bardenet entre à l'École royale d'artillerie et en sortit en qualité de lieutenant en second.
Entré au service le 23 avril 1770 dans le régiment d'artillerie de Besançon, devenu plus tard le 3e régiment à pied, il gagne un à un tous ses grades et devint, de 1790 à 1794, lieutenant, capitaine, et chef de bataillon.
Il se distingue lors des premières guerres de la Révolution à l'armée du Nord par ses connaissances et sa bravoure. Il prend part à la bataille de Jemmapes, aux sièges de Lille, d'Ypres, de Nieuport, du fort de l'Écluse (30 juillet - 25 août 1794), de Bois-le-Duc, de Grave (7 brumaire an III - 8 nivôse an III) et de Nimègue. Il commande ensuite l'artillerie française en Hollande (1795-1796), à Gênes (1797), et à Naples (1798).
Il est nommé chef de brigade (colonel) à la prise de Bois-le-Duc le 9 octobre 1794. Il reçoit alors le commandement du 6e régiment d'artillerie. Membre de la Légion d'honneur le 4 frimaire an XII, il obtient peu de temps après le commandement de l'artillerie à Valence.
Le 19 juin 1799, à la bataille de la Trebbia, Macdonald le nomme général de brigade sur le champ de bataille. Il a quelque temps maille à partir avec le Directoire, qui refuse d'enregistrer cette promotion.
Placé par les électeurs de la Haute-Saône sur la liste des notables nationaux (on appelait ainsi les candidats aux fonctions législatives désignés par les collèges d'arrondissement de département en vertu de la Constitution de l'an VIII). Le colonel Bardenet est appelé le 6 germinal an X, par le Sénat conservateur à siéger au Corps législatif.
Après avoir fait la campagne de Prusse (1806), il est chargé, lors de la campagne de 1809, de la direction du parc d'artillerie du 8e corps de la Grande Armée en Poméranie suédoise. Ce corps d'armée est composé de Wurtembergeois et placé sous les ordres du général Vandamme. Il combat également à Wagram et en Espagne. Il devient le 11 juillet 1807, officier de la Légion d'honneur.
De retour de la campagne de Russie (1812), il commande brillamment en 1814, l'artillerie de la place de Magdebourg, dont la défense a été confié au général Lemarois. Lemarois réussit à ramener en France toute sa garnison de cette place (18 000 hommes et 52 pièces de canon).
Lorsqu'il est de retour en France le roi le nomme chevalier de Saint-Louis le 19 juillet 1814, mais le gouvernement de la Restauration montre une certaine réserve à l'égard du général Bardenet.
Bardenet sollicite dans la même année sa retraite qu'il obtient par décision royale du 12 août. Il revient dans sa ville natale et habite tantôt Montigny-les-Nones, tantôt Vesoul, s'occupant surtout jusqu'à la fin de sa carrière d'améliorations agricoles.
Il décède au 3 rue du Théâtre (actuelle rue des Ursulines) à Vesoul.

## États de service
- Entre au service dans le régiment d'artillerie de Besançon le 23 avril 1770 ;
- Sergent en 1777 ;
- Adjudant en février 1792 ;
- Lieutenant en mai 1792 ;
- Capitaine en novembre 1792 ;
- Chef de bataillon en 1793 ;
- Chef de brigade (lors de la prise de Bois-le-Duc, le 9 octobre 1794, confirmé en 1795) ;
- Commandant du 6e régiment d'artillerie à pied en 1794 ;
- Commandant de l'artillerie à Valence ;
- Commandant de l'artillerie française en Hollande en 1795-1796, à Gênes en 1797, et à Naples en 1798 ;
- Chef d'état-major de l'artillerie de l'armée de Naples en 1798-1799 ;
- Général de brigade, nommé sur champ de la bataille de la Trebbia le 19 juin 1799 par le général Macdonald : le Directoire tarde à lui confirmer sa promotion ;
- Commandant du parc d'artillerie du 8e corps de la Grande Armée en Poméranie suédoise lors de la campagne de 1809
- Commandant de l'artillerie de la place de Magdebourg en 1814 ;
- Admis en retraite par décision royale du 12 août 1814.

## Campagnes
- Guerre contre la Première Coalition :
  - Siège de Lille (1792), bataille de Jemmapes, sièges d'Ypres, de Nieuport, du fort de l'Écluse (30 juillet - 25 août 1794), de Bois-le-Duc, de Grave (7 brumaire an III - 8 nivôse an III) et de Nimègue.
- 2e Campagne d'Italie (1799-1800) :
  - Bataille de la Trebbia (1799),
- Campagne de Prusse (1806) ;
- Campagne d'Allemagne et d'Autriche (1809) :
  - Bataille de Wagram ;
- Campagne d'Espagne ;
- Campagne de Russie (1812), ;
- Campagne de Saxe (1813) :
  - Défense de Magdebourg.

## Faits d'armes
- Prise de Bois-le-Duc le 9 octobre 1794 ;
- Bataille de la Trebbia (1799).

## Autres fonctions
- Député de la Haute-Saône au Corps législatif du 27 mars 1802 au 1er juillet 1807.

## Titres
- Chevalier Bardenet et de l'Empire le 21 novembre 1810.

## Décorations
- Légion d'honneur :
  - Légionnaire le 4 frimaire an XII, puis,
  - Officier de la Légion d'honneur le 11 juillet 1807 ;
- Ordre royal et militaire de Saint-Louis :
  - Chevalier de Saint-Louis le 19 juillet 1814.

## Armoiries
| Figure | Blasonnement |
|        | Armes du Chevalier Jacques Bardenet et de l'Empire « D'argent, à un dextrochère au naturel, tenant un cimeterre haut en pal d'azur ; à la champagne de gueules, chargée du signe des Chevaliers-Légionnaires., » |